# Uzyn
Uzyn (ukr. Узин) – miasto na Ukrainie w obwodzie kijowskim.

## Historia
Status miasta od 1971 roku.
W 1989 liczyło 16 469 mieszkańców.
W 2013 liczyło 12 122 mieszkańców.